# Àcid aleurític
L'àcid aleurític, i de nom sistemàtic àcid 9,10,16-trihidroxihexadecanoic, és un àcid carboxílic de cadena lineal amb setze àtoms de carboni i amb tres grups hidroxil {\displaystyle {\ce {-OH}}} als carbonis 9, 10 i 16, la qual fórmula molecular és {\displaystyle {\ce {C16H32O5}}}. En bioquímica és considerat un àcid gras.

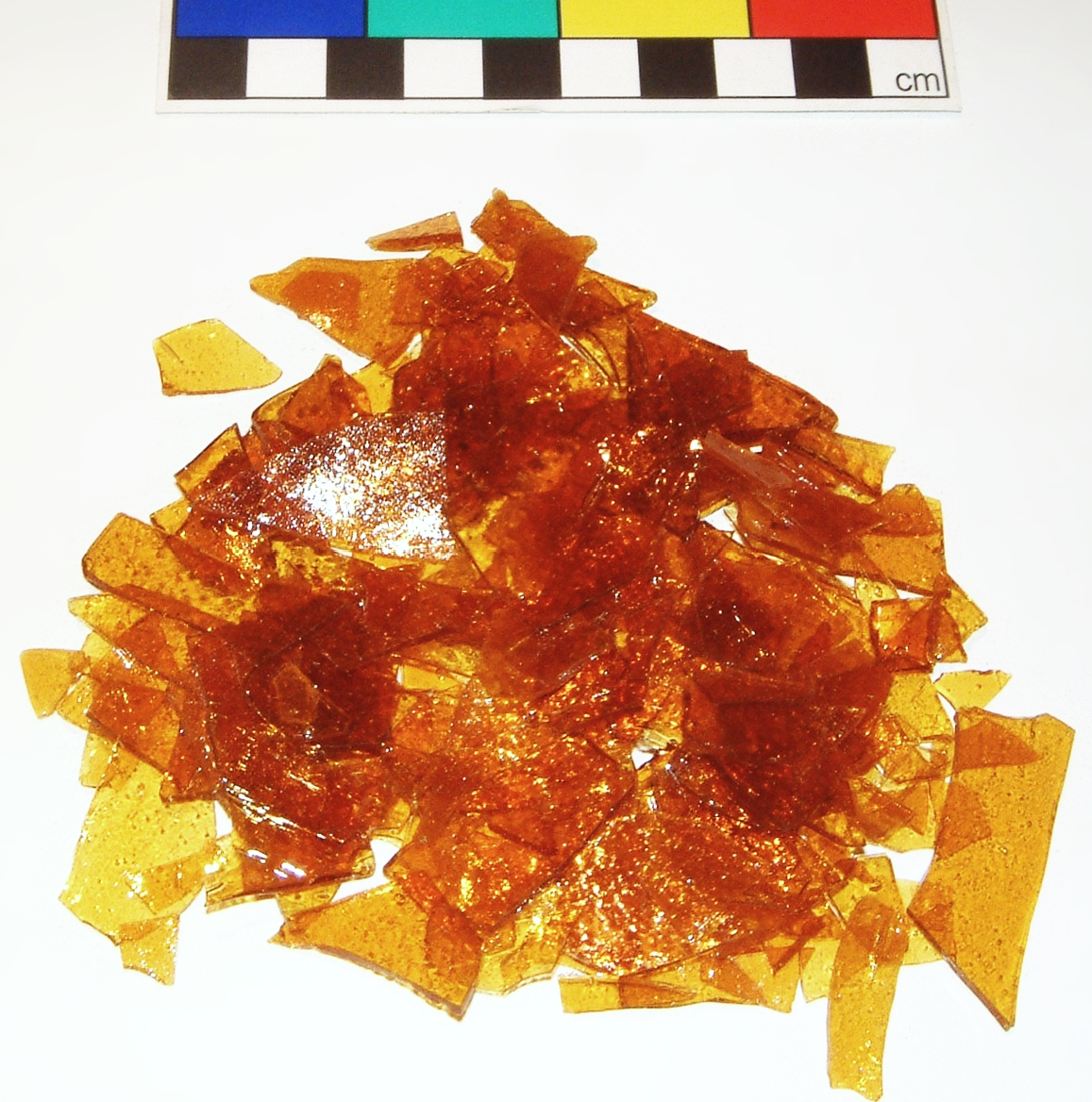
Escames de goma laca

A temperatura ambient és un sòlid, el qual punt de fusió està entre 102 °C i 104 °C. És soluble en metanol i en mescles d'etanol i aigua. Fou aïllat per primera vegada el 1899 pel químic suís Alexander Tschirch i A. Farner de la laca animal obtinguda de la planta Aleuritis laccifera, d'on en derivaren el nom comú àcid aleurític. La constitució correcta fou descoberta el 1922 per C. Harries i W. Nagel. A la goma laca és el component majoritari dels àcids alifàtics, al voltant del 30 %.
És un reactiu important per a la síntesi de cetones i lactones macrocícliques (exaltona, civetona, etc.). Aquests compostos, amb excel·lents olors, tenen una gran demanda per al seu ús en la indústria del perfum.